# Pałac w Sośnicy
Pałac w Sośnicy – zabytkowy pałac wybudowany w 1810 r. w Sośnicy.

## Położenie
Pałac położony jest we wsi w Polsce, w województwie dolnośląskim, w powiecie wrocławskim, w gminie Kąty Wrocławskie, 28 km od Wrocławia.

## Historia
Obiekt, zwieńczony łamanym dachem, jest częścią zespołu pałacowego, w skład którego wchodzą jeszcze: park, folwark.